# 有人爱
《有人爱》（Somebody to Love）是美国情景喜剧《我为喜剧狂》第2季的第6集，也是整个剧集的第27集，由凯·加农和节目主创人、女主演兼执行制片人蒂娜·菲编剧，贝丝·麦卡锡-米勒执导，2007年11月15日通过全国广播公司在美国首播。客串出演这集的演员包括哈姆扎·艾哈迈德（Hamza Ahmed）、凯文·布朗、克里斯·卡尼格里亚（Chris Caniglia）、格里兹·查普曼、马修·科尔尼永（Matthieu Cornillon）、迈克尔·迪瓦恩（Michael Devine）、埃迪·法可、约翰·卢兹、马里克·潘考利、克里斯蒂安·蒂斯代尔（Christianne Tisdale）和克里斯汀·韦格。
在这集节目里，通用电气公司副总裁杰克·唐纳吉（Jack Donaghy，亚历克·鲍德温饰）首次与民主党议员塞莱斯特·“C·C·”康宁汉见面并发展出恋情；全国广播公司电视节目《与崔西·乔丹》的首席编剧丽兹·莱蒙（Liz Lemon，蒂娜·菲饰）认为自己的新邻居拉希姆·哈达德是一个恐怖分子；电视台杂工跟班肯尼斯·帕塞尔（Kenneth Parcell，杰克·麦克布瑞尔饰）意外弄丢了杰克·唐纳吉的一条长裤。

## 剧情
在一个由约翰·麦凯恩和杰克·鲍尔为纪念罗伯特·诺瓦克而举办的聚会上，杰克·唐纳吉认识了来自佛蒙特州的民主党联邦众议员C·C。聚会结束后，两人一起回到杰克的公寓并发生了性关系。次日早上，杰克得知C·C正在起诉西恩哈特假发公司，该公司是通用电气的子公司，也是全国广播公司的母公司。起诉的原因是该公司涉嫌将一种260号赤褐色幻想染料排放到一条河中，造成当地的儿童都变得了橙色。C·C发现杰克是通用电气的副总裁后离开公寓前往比尔·克林顿位于哈莱姆区的办公室上班。杰克与全国广播公司电视节目《与崔西·乔丹》的头号明星崔西·乔丹（Tracy Jordan，崔西·摩根饰）一起跟踪C·C到达其工作地点，之后杰克与C·C决定私下里继续两人的关系并保密。
首席编剧丽兹·莱蒙在自己公寓里闻到了枫树糖浆的香味，但杰克告诉她这有可能是炭疽病毒的化学试剂。丽兹于是担心自己的新邻居拉希姆·哈达德是一个恐怖分子，因为此人在公寓里放有多份地图，而且丽兹还曾看到拉希姆和兄弟哈基姆（Hakeem，哈姆扎·艾哈迈德饰）神秘地出现在公园里。经过“调查”，丽兹意外发现两人是在准备参加《极速前进》的试镜，而且根本就没有什么恐怖分子。
从干洗店取回杰克的西装后，电视台的杂工跟班发现自己弄掉了西裤。弗兰克·罗斯塔诺（Frank Rossitano，贾达·弗雷德兰德饰）、詹姆斯·“图弗”·斯帕洛克（James "Toofer" Spurlock，凯斯·鲍威尔饰）和乔什·吉拉德（Josh Girard，朗尼·罗斯饰）于是给他想办法，让肯尼斯能赔得起这条裤子。

## 制作
在本集节目中客串出演拉希姆·哈达德的弗莱德·阿米森、饰演坎迪斯·凡·德·沙克的克里斯汀·韦格和诠释乔纳森的马里克·潘考利都曾是全国广播公司喜剧小品《周六夜现场的主要演员。蒂娜·菲曾于1999至2006年担任该节目的首席编剧，并且和崔西·摩根均曾是该节目的主要演员。亚历克·鲍德温也曾16次担任《周六夜现场》主持人，创下了该节目的最高纪录。除此以外还有多位《周六夜现场》的演员都参加了《我为喜剧狂》的演出。比如已经长期和菲合作过的瑞秋·德拉彻本是扮演简娜·玛隆妮一角的初定人选，并已在节目起初拍摄的试播集中出演了这一角色。但到了2006年8月，执行制片人洛恩·迈克尔斯宣布简娜一角将另选演员出演，但德拉彻还是会在之前的多集节目中以不同的身份登场。在最后播出的这集试播集中，她以《女生秀》养猫人的身份出镜。同月晚些时候，全国广播公司宣布已由简·科拉克斯基取代德拉彻出演简娜一角，此外德拉彻还将在之后播出的《C开头的那个词》中诠释这个养猫人角色。在《后果》中，她扮演了一个名叫玛丽娅（Maria）的女佣，丽兹发现她被锁在一艘游艇的衣柜里。在《杰克遇上丹尼斯》里，德拉彻饰演了女演员伊丽莎白·泰勒。《崔西演柯南》中德拉彻出演的是崔西·乔丹出现幻觉时所看到的一个全身穿上臃肿蓝色服装的人，被称为“小蓝人”。在《分手》中，她诠释了帕梅拉·斯缪，是崔西和图弗之间的一位灵敏度训练治疗师成员。而到了《幼儿节目》中，德拉彻扮演了一位名叫格丽塔的女子，听说丽兹·莱蒙想怀个孩子后表示自己愿意做她的代孕母亲，在《熬夜》里，她饰演的是杰克喝醉后叫来的一个妓女。而《恶战》中，德拉彻诠释的是电视台大楼前引领抗议示威的一名领袖玛尔莎·布兰奇。此外还有威尔·福特、杰森·苏戴奇斯、莫莉·香侬、霍拉提奥·桑斯、简·霍克斯和克里斯·帕内尔。
《有人爱》是2007年－2008年美国编剧协会大罢工后《我为喜剧狂》播出的第2集节目，上一集是《格伦佐》，该罢工活动于2007年11月5日开始，2008年2月12日结束，一共持续了100天。这也是提及这次罢工的第一集节目，剧中C·C在接受MSNBC采访时下方的新闻检索中出现了这样的内容：“新闻检索受到编剧罢工的影响，只能重复使用上一季的文本。”本集节目于2007年10月上旬拍摄，是蒂娜·菲第9次担任剧集编剧，也是凯·加农第二次编剧和贝丝·麦卡锡-米勒第3次导演。

## 反响

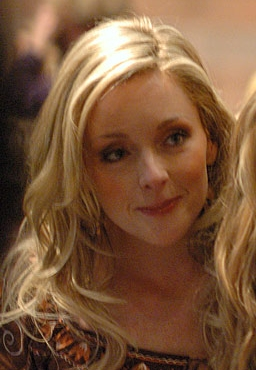
IGN网站的罗伯特·坎宁觉得简·科拉克斯基扮演的简娜·玛隆妮一角在节目中的缺席“证明这个角色……实在是有些多余。”

《有人爱》在美国首播时吸引了640万户家庭观看，在18-49岁年龄段人群中收获了3.2 / 8的收视率，这意味着全美所有该年龄段人群里有3.2%观看了节目首播，而当时有看电视的该年龄段观众群中则有8%选择收看《有人爱》，是继2007年10月4日播出的本季开局节目《宋飞的视野》以来收视率最高的一集，也是播出时段18-34岁年龄段男性观众群里收视率最高的电视节目。
IGN网站的罗伯特·坎宁（Robert Canning）觉得这集节目“即使不是这部年轻剧集最优秀的一集，也是《我为喜剧狂》本季（至今）最出色的一集”。他表示“这集《我为喜剧狂》太棒了，太有趣了，并且也再次证明没有出场的简娜·玛隆妮（Jenna Maroney，简·科拉克斯基饰）一角实在是一个多余的角色，（因为）你已经有了崔西·乔丹在和一个垃圾桶上的鸽子说话”。他给予这一集9.5的评分（最高为10）。《电视指南》的马特·韦伯·米托维奇（Matt Webb Mitovich）写道：“这并不让人意外——在我看来，至少——感觉有点太短了。这几乎就像是把埃迪·法可的故事中最有趣的部分由（克里斯汀·）韦格在电影中表现出来。”他觉得“丽兹怀疑邻居是恐怖分子的故事发挥得相当不错。”《娱乐周刊》的杰夫·拉布雷克（Jeff Labrecque）写道：“总体上，这又是精彩的一集。我唯一的不满就是其中涉及威讯的内容。《我为喜剧狂》总是能出色地利用其笑料在电视的企业元素中取得平衡。但（本集中）有关眨眼手机的戏谑欠缺精妙之处，在我看来，节目有些操之过急，既想拿到蛋糕，又想一口吃掉。”
执导本集的贝丝·麦卡锡-米勒获得了美国导演协会杰出喜剧剧集导演奖提名。